# Римнічелу (комуна, Бузеу)
Римнічелу (рум. Râmnicelu) — комуна у повіті Бузеу в Румунії. До складу комуни входять такі села (дані про населення за 2002 рік):
- Колібаші (392 особи)
- Римнічелу (3018 осіб) — адміністративний центр комуни
- Фотін (264 особи)
- Штіубей (661 особа)

Комуна розташована на відстані 130 км на північний схід від Бухареста, 32 км на північний схід від Бузеу, 72 км на захід від Галаца, 121 км на схід від Брашова.

## Населення
За даними перепису населення 2002 року у комуні проживали 4335 осіб.
Національний склад населення комуни:
| Національність | Кількість осіб | Відсоток |
| -------------- | -------------- | -------- |
| румуни         | 3613           | 83,3%    |
| цигани         | 722            | 16,7%    |

Рідною мовою назвали:
| Мова      | Кількість осіб | Відсоток |
| --------- | -------------- | -------- |
| румунська | 4321           | 99,7%    |
| циганська | 14             | 0,3%     |

Склад населення комуни за віросповіданням:
| Релігія        | Кількість осіб | Відсоток |
| -------------- | -------------- | -------- |
| православні    | 4269           | 98,5%    |
| п'ятдесятники  | 64             | 1,5%     |
| греко-католики | 1              | < 0,1%   |
| адвентисти     | 1              | < 0,1%   |

## Зовнішні посилання
- Дані про комуну Римнічелу на сайті Ghidul Primăriilor